# Ucrania central
Ucrania central o Ucrania del centro (Центральна Україна en ucraniano, transl.: Tsentral'na Ukrayina) está formada por las regiones históricas de Ucrania situadas al lado izquierdo y derecho del río Dniéper y abarca desde el centro norte haciendo límite con las provincias costeras del mar Negro a lo largo del Dniéper hasta su desembocadura. 
El territorio está asociado con el hetmanato cosaco del siglo XVII.
La mayor parte del territorio corresponde con:
- En general, los óblast (provincias) centrales y Poltava
- Kiev y parte del norte de Polesia
- Parte del nordeste: la región histórica de Severia y el territorio conocido como Rusia Menor
- Parte occidental y suroeste: área oriental de Podolia

A menudo, Kirovogrado, a pesar de estar ubicado en el centro, es considerado parte del meridional y el litoral.

## División administrativa

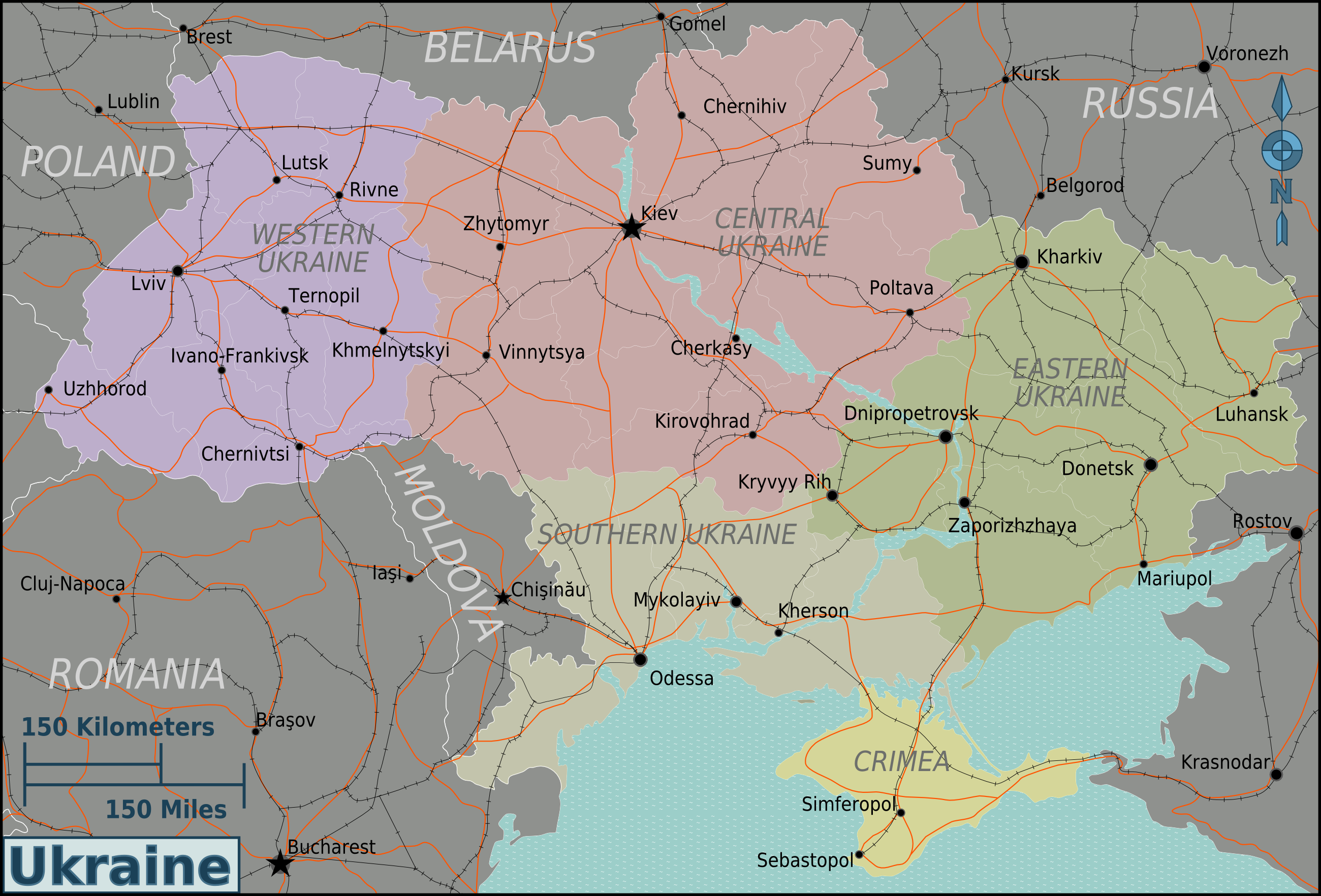
Mapa territorial de Ucrania dividido por regiones

| Región       | Población (por miles) | Observación      |
| ------------ | --------------------- | ---------------- |
| Cherkasy     | 1.402,9               |                  |
| Chernígov    | 1.245,3               |                  |
| Kiev         | 1827,9                | Exceptuando Kiev |
| Kiev capital | 2.611,3               |                  |
| Poltava      | 1.630,1               |                  |
| Sumy         | 1.299,7               |                  |
| Vínnitsa     | 1.772,4               |                  |
| Zhytomyr     | 1.389,5               |                  |
| Total        | 13.179,1              |                  |

## Idiomas
Según una encuesta realizada por RATING en febrero de 2012 el 73 % de la población hablaba ucraniano como lengua principal mientras que otra encuesta realizada por Research & Branding Group en agosto de 2011 informaba que la ciudadanía que lo hablaba rondaba un 60 % (en ambas encuestas, el resto del porcentaje hablaban en ruso).

## Política
En cuanto a temas políticos, el nacionalismo ruso y los movimientos separatistas no están arraigados como en las zonas oriental y meridional de mayoría rusofona. En una encuesta realizada en la primera quincena de febrero de 2014, un 5,4 % de los encuestados estaba a favor de una unión territorial con Rusia mientras que a nivel nacional ascendía a un 12,5%.
La región es el principal bastión de los partidos políticos proeuropeos como Nasha Ukrayina y Batkivshchyna.

## Economía
A diferencia de las principales localidades del sur y del este, las centrales están situadas entre las más antiguas de Europa, entre las que se encuentran Kiev, Vínnitsa, Poltava y Chernígov. La principal materia prima de la región es la agricultura.

## Turismo

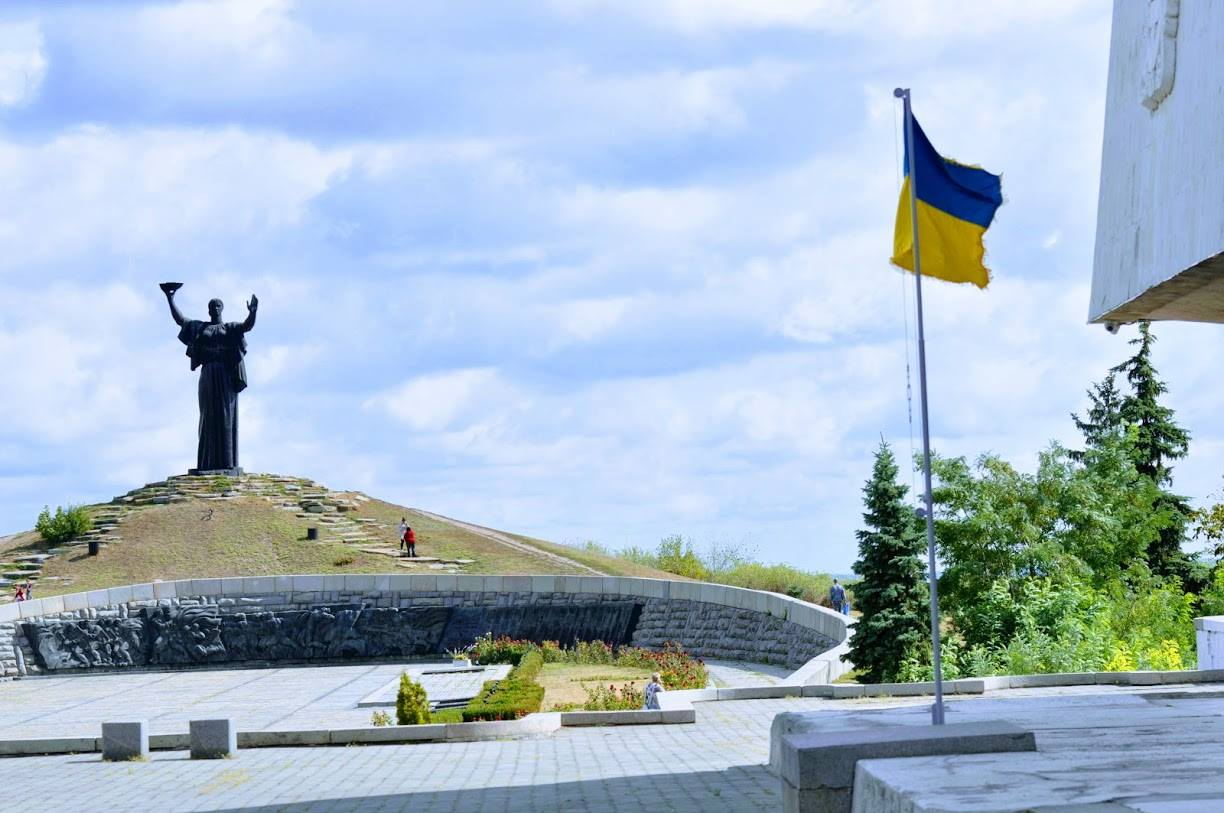
Colina de la Gloria, Cherkasy
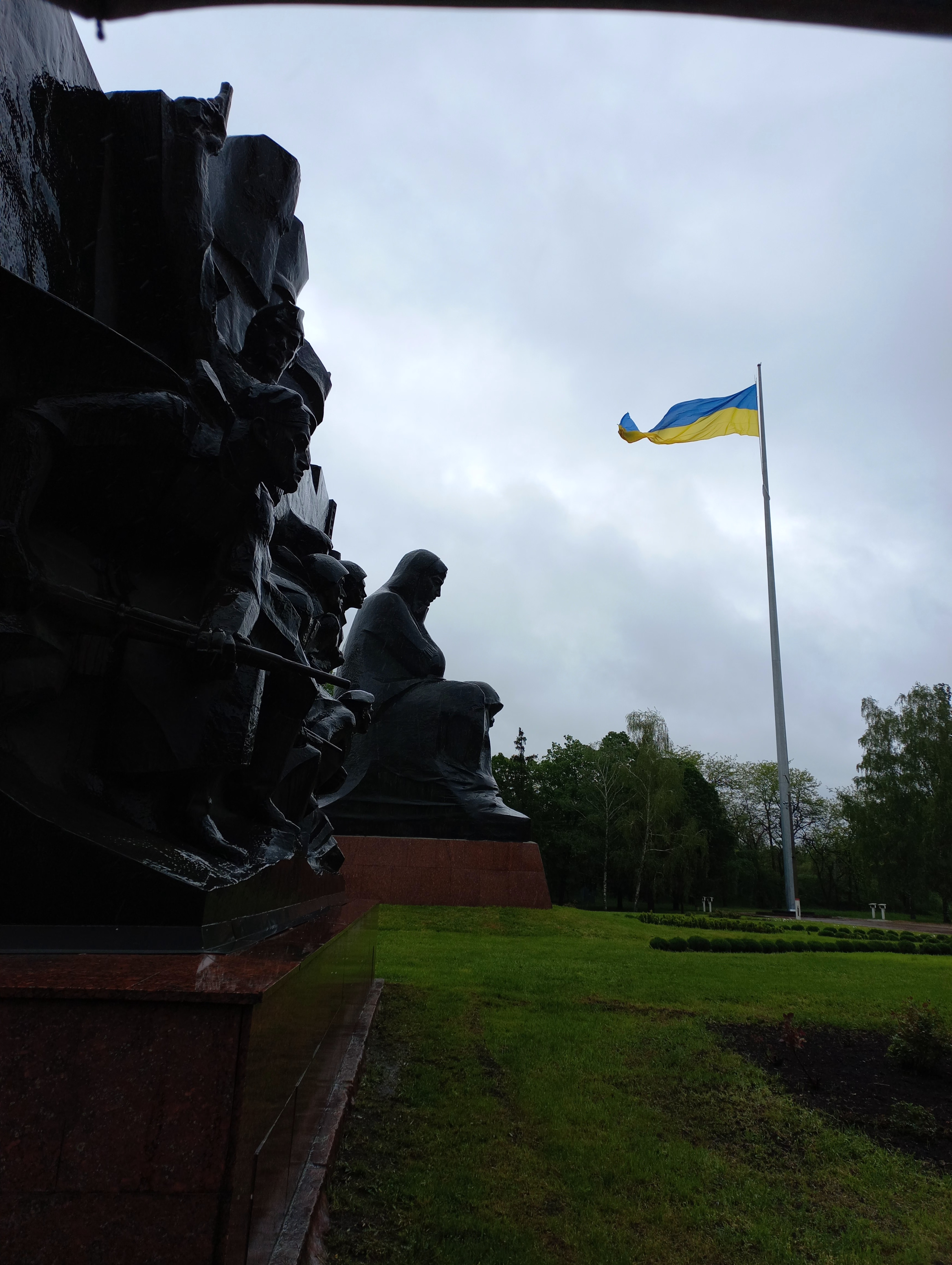
Fortaleza de Santa Isabel
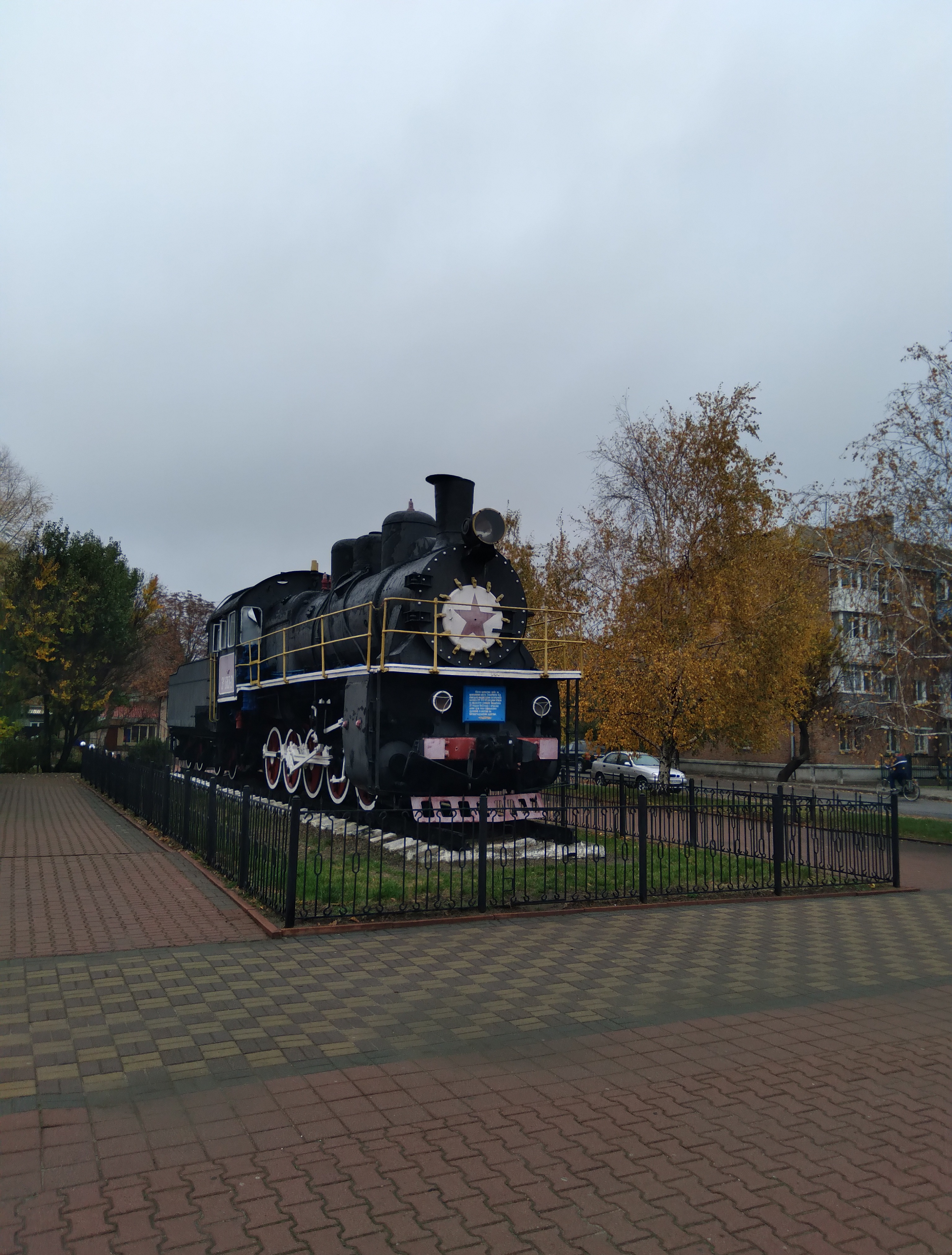
Monumento a la locomotora de vapor Znamyanka

El monumento más famoso del centro de Ucrania es la Fortaleza de Santa Isabel en el centro administrativo de la región de Kirovogrado, que también es famosa por su rico patrimonio arquitectónico de estilo neoclásico, el terraplén del río Ingul en el centro de la ciudad y un gran arboreto popular entre los turistas.
La ciudad de Znamyanka en sí es única porque está ubicada en el límite de las zonas de estepa-bosque y estepa del país y tiene el potencial de ser un centro de negocios para la región, mientras que al mismo tiempo tiene docenas de kilómetros de territorios subdesarrollados en el sur en forma de estepas salvajes. 
En el centro de Ucrania, las playas de arena de la ciudad de Svitlovodsk también son populares. Además, hay numerosos monumentos conmemorativos de la Segunda Guerra Mundial.